# Antoine Rigaudeau
Antoine Roger Rigaudeau (Cholet, 17 de dezembro de 1971) é um ex-basquetebolista profissional francês que atuava como Armador.  
Atuando pelo Kinder Bologna ao lado de Manu Ginóbili, eles foram campeões da Euroliga em 2001. Com a Seleção Francesa, ele conquistou a Medalha de Prata nos Jogos Olímpicos de Verão de 2000 em Sydney.

## Carreira em clubes

### Cholet Basket (1978-1995)
Ele começou no basquete no Cholet Basket estreando aos 16 anos. Durante seu tempo no Cholet, ele ganhou quatro vezes o prêmio de MVP da Liga Francesa.
Durante este período, ele fez uma primeira tentativa de se juntar à NBA jogando a Summer League em Utah pelo Houston Rockets.

### Pau-Orthez (1995-1997)
A fim de evoluir e ganhar titulos, ele se transferiu para o Pau-Orthez. Em sua primeiro torneio europeu, Rigaudeau marcou 34 pontos em uma vitória contra o Virtus Bologna além de 31 pontos em uma vitória por 69-67 sobre o Panathinaikos. Pau-Orthez acabou sendo eliminado pelo CSKA Moscou nas quartas de final. Na Liga Francesa, eles ganharam o título contra o Asvel.
Ele jogou pouco em sua segunda temporada devido a contusões no cotovelo direito no tríceps. Essas lesões o tiraram também do EuroBasket de 1997.

### Virtus Bologna (1997-2003)
Em 1997, ele assinou com o clube Virtus Bologna. O clube, liderado por Ettore Messina, tinha uma equipe impressionante: Radoslav Nesterovic, Zoran Savic, Hugo Sconochini e Alessandro Abbio. A equipe chegou ao Final Four da Euroliga de 1997 depois de eliminar o Fortitudo Bologna nas quartas-de-final. No Final Four em Barcelona, Bologna venceu o Partizan Belgrado por 83-61 antes de vencer o AEK Athens na final por 58-44. Rigaudeau foi o cestinha da final com 14 pontos. Ele conquistou o seu segundo troféu com o clube italiano ao vencer o Campeonato Italiano.
Na temporada seguinte, Rigaudeau tornou-se a estrela do clube italiano. Eles chegaram novamente a final da Euroliga, mas perdeu para o Žalgiris. O clube também falhou no campeonato italiano, perdendo nas semifinais dos playoffs contra o Varese, mas ganharam com a Copa da Itália.
No verão de 1999, ele fez outra tentativa de se juntar à NBA. O San Antonio Spurs, Utah Jazz e o New York Knicks, o abordaram, mas, ele preferiu continuar no Virtus depois que não foi oferecido uma vaga concreta nesses times.
Fora da Euroliga de 1999, o Virtus Bologna chegou à final da Copa Saporta. Seu adversário foi o AEK, que se vingou da final de 1998 e ganhou o título por 75-67. Rigaudeau com uma lesão acabou não disputando a final. Ele faz o seu retorno durante os playoffs do campeonato italiano, onde o Virtus foi eliminado pelo Benetton Treviso.
Para a temporada de 2000-2001, o clube recebeu o reforço de Manu Ginobili vindo do Viola Reggio Calabria. O Virtus dominou o campeonato italiano sendo campeão contra o Fortitutdo. Ele também venceu a Copa da Itália contra o Victoria Libertas Pesaro. No cenário europeu, o Virtus venceu a final da Euroleague contra o clube espanhol Baskonia.
Na temporada seguinte, o Virtus chegou ao Final Four da Euroliga, disputada em Bolonha. Depois de uma vitória na semi-final contra o Benetton Treviso por 90-82, ele perdeu a final contra o Panathinaikos. Benetton se vingou eliminando o Kinder nas semis-finais do Campeonato Italiano antes de conquistar o título. O Virtus, no entanto, venceu novamente a Copa da Itália.
Na temporada seguinte, o clube começou a passar por problemas financeiros, ao mesmo tempo que o Dallas Mavericks, através de Donnie Nelson, filho e assistente do treinador dos Mavericks, Don Nelson, ofereceu a ele uma chance na NBA.

### Dallas Mavericks (2003)
O contrato entrou em vigor em janeiro de 2003, mas Don Nelson já tinha Steve Nash e Nick Van Exel como Armadores. Além disso, o jogo individualista e estereotipado da NBA não lhe permitiu demonstrar suas qualidades, ele não correspondeu como armador e acabou sendo deslocado para outras posições. 
Rigaudeau acabou jogando apenas 11 jogos com a franquia texana com médias de 1,5 pontos e 0,5 assistências em 8 minutos de jogo, antes de fazer parte de uma troca entre Dallas e o Golden State Warriors.

### Pamesa Valencia (2003-2005)
Rigaudeau assina com o Pamesa Valencia da Liga Espanhola de Basquetebol. Durante a sua estadia na liga, ele sofreu uma lesão no tendão de Aquiles do pé esquerdo que o manteve afastado por seis meses.
Em junho de 2005, Rigaudeau, que ainda tinha um contrato de um ano com o clube espanhol, anunciou o fim de sua carreira.

## Carreira na seleção
Começando na Seleção Francesa em 1990, sua primeira grande competição foi o EuroBasket de 1991 em Roma. A França, apesar de quatro derrotas em cinco jogos, terminou em quarto lugar, derrotada pela Espanha pela medalha de bronze.
Os Blues não participaram dos Jogos Olímpicos de 1992 em Barcelona após o fracasso no torneio pré-olímpico em Granada. Sua segunda grande competição foi o EuroBasket de 1993. Esta competição foi um grande fracasso: a derrota para a Grécia nas quartas-de-final, tirou a França da Campeonato Mundial de Basquetebol de 1994.
No EuroBasket de 1995, em Atenas, a França terminou em oitavo lugar com Rigaudeau tendo 13,3 pontos pontos por jogo.
Ele participou do EuroBasket de 1999 na França. Rigaudeau foi o líder ofensivo da França, terminando a competição com médias de 15,5 pontos. Ele fez 18 pontos na decisiva vitória contra a Turquia nas quartas-de-final, uma vitória que os classificou para os Jogos Olímpicos de 2000. A competição terminou com duas derrotas, contra a Espanha na semifinal e depois contra a Iugoslávia pela medalha de bronze.
A competição em Sydney não está sob os melhores auspícios: depois de uma derrota de 25 pontos contra a Iugoslávia poucos dias antes da competição, Rigaudeau criticou a preparação: "Estamos letárgicos, especialmente em nossa agenda." Apesar dos problemas, a Seleção Francesa chegou a final mas perdeu para os Estados Unidos por 85-75.
Algum tempo antes do EuroBasket de 2001, ele anunciou sua aposentadoria internacional, justificando-o com "desgaste mental e físico" mas a verdadeira razão estava no modo de operação da seleção.
O novo treinador Claude Bergeaud o convenceu a voltar a seleção para o EuroBasket de 2005, que se realizava na Sérvia e Montenegro. Rigaudeau compartilhou a liderança com o outro grande nome do basquete francês, Tony Parker. Sua ciência do jogo dominou os confrontos contra a Sérvia e Montenegro e depois contra a Lituânia para chegar às semifinais e se classificar para o Mundial de 2006. Na semifinal, eles perderam para a Grécia com Rigaudeau perdendo dois lances livres no último minuto. A competição terminou com uma medalha de bronze obtida graças a uma esplêndida vitória sobre a Espanha.

## Pós-carreira
Em julho de 2006, um grupo de cinco acionistas, dos quais Rigaudeau é vice-presidente, liderado por Essar Gabriel, assumiu 80% do Paris Basket Racing. Rigaudeau torna-se o diretor de esportes do clube. Ele então se tornou vice-presidente dedicado ao esporte, treinamento e desenvolvimento da Levallois Metropolitans após a fusão do PBR e do Levallois SCB.

## Carreira de treinador
Em 3 de junho de 2015, ele assumiu como treinador do Levallois Metropolitans. Ele se demitiu no final de dezembro de 2015 com um recorde de cinco vitórias em quinze jogos.

## Honras e Prêmios

### Clubes
- Vencedor da Euroliga em 1998, 2001 (Virtus Bologna)
- Campeão Francês em 1996 (Pau-Orthez)
- Campeão Italiano em 1998, 2001 (Virtus Bologna)
- Vencedor da Taça de Itália em 1999, 2000, 2001, 2002 (Virtus Bologna)

### Pessoal
- MVP da Liga Francesa em 1991, 1992, 1993, 1994 (Cholet) e 1996 (Pau-Orthez)
- Em julho de 2015, ele foi nomeado para o Hall da Fama da FIBA.[20]